# Cartridge Magnetic Tape
Cartridge Magnetic Tape（CMT,カートリッジマグネティックテープ）は、
IBMが開発販売していた磁気テープ補助記憶装置が標準化されたもの。
3480および後継規格の互換装置および互換メディアの名称である。詳しくはIBM 3480を参照のこと。
音楽録音などに使われるコンパクトカセット（Cassette Magnetic Tape）と区別するため、 CGMT （CatridGe Magnetic Tape） とも呼ばれる。
- 規格番号 ISO/IEC 9661:1994
- 表題 Information technology -- Data interchange on 12,7 mm wide magnetic tape cartridges -- 18 tracks, 1 491 data bytes per millimetre